# Héder
Héder, anche riportato dalle fonti come Hedrich, Heindrich o Enrico (in ungherese Henrik; ... – dopo il 1164), fu un cavaliere tedesco, forse proveniente dal ducato di Svevia, che, insieme al fratello Wolfer, si stabilì nel regno d'Ungheria e divenne un membro della nobiltà ungherese.
Héder fu anche l'eponimo co-fondatore della potente stirpe degli Héder e progenitore della famiglia degli Hédervári.

## Biografia

### Origine e arrivo in Ungheria
(Chronica Picta)
(Simone di Kéza, Gesta Hunnorum et Hungarorum)
La Chronica Picta, scritta da Marco di Kalt, fa erroneamente riferimento accidentalmente o intenzionalmente al gran principe Géza (972 circa-997), padre di Santo Stefano, il primo re d'Ungheria. È invece possibile che Wolfer e Héder arrivarono in Ungheria durante i primi anni di regno di Géza II d'Ungheria (sicuramente prima del 1146), che ancora non aveva raggiunto la maggiore età.
Il luogo di origine dei fratelli è controverso. Le Gesta Hunnorum et Hungarorum di Simone di Kéza riferiscono che Wolfer e Héder giungevano da «Vildonia» alla testa di quaranta soldati ben equipaggiati, accennando a un castello in Stiria, ma poiché tale struttura venne edificata solo dopo il 1157, l'informazione è da considerarsi errata. Nella sua opera, la Chronica Hungarorum, Giovanni di Thurocz afferma che i due cavalieri provenivano da Hainburg di «Alemannia», ossia dal ducato di Svevia. Presumibilmente la versione di Marco di Kalt è più vicina alla verità, poiché nella prima metà del XII secolo a Hainburg vi era un cavaliere di nome Wolfger von Erlach.

### Attività politiche
Héder ricevette in dono terre e insediamenti a ridosso dell'isola di Szigetköz, nel comitato di Giavarino dal re Géza II, mentre a Wolfer toccò Németújvár (oggi Güssing, in Austria) dove fondò un monastero benedettino e in seguito vi fu sepolto lui stesso. Héder stabilì la sua sede ed eresse un castello di legno che in seguito fu chiamato Hédervár (letteralmente "Castello di Héder") in suo onore. Héder fu il progenitore della prestigiosa famiglia degli Hédervári (fiorita fino alla fine del XVII secolo), mentre l'influente e potente famiglia dei Kőszegi ebbe origine da Wolfer. Poiché in seguito la stirpe di Héder prese il nome da Héder e non dal fratello maggiore, lo storico János Karácsonyi sostenne che Héder «era più capace di Wolfer o visse molto a lungo». Héder viene menzionato come ispán già nel 1146. La famiglia discesa di Héder divenne una delle famiglie più attive e rilevanti nel XIII secolo. L'unico figlio conosciuto di Héder fu Dionigi I, che possedeva alcuni feudi in Almás, insieme ai suoi cugini del ramo di Wolfer. Il nipote omonimo di Héder (fl. 1210-1223) servì come ispán del comitato di Győr nel 1223 e anche un altro suo nipote, Dionigi II, discendeva dalla famiglia degli Hédervári.
Tra il 1150 e il 1158, Héder ricoprì la carica di giudice reale, la seconda più prestigiosa dopo quella di palatino. In questa veste, convinse Raffaele, l'abate di Pannonhalma a prendere in prestito 40 denari d'argento al re, che aveva in programma di visitare Enrico II di Babenberg, in Austria, con la sua corte e un gran numero di accompagnatori. Raffaele dovette vendere un possedimento della chiesa per ottenere la somma. Quando Géza invase l'impero bizantino, cinse d'assedio la regione di Braničevo alla fine del 1154, è plausibile che Héder e suo fratello parteciparono alla campagna insieme ad altri cavalieri tedeschi, poiché lo storico greco Giovanni Cinnamo li definì mercenari «sassoni». Per timore di essere catturato e giustiziato dal re Géza II, suo fratello, il ribelle duca Stefano cercò rifugio nel Sacro Romano Impero nell'estate del 1157. Federico Barbarossa si dichiarò disposto ad arbitrare il conflitto tra Géza II e Stefano, motivo per cui inviò i suoi emissari in Ungheria, così come Géza spedì dei delegati all'imperatore, il giudice reale Héder e Gervasio, vescovo di Giavarino. Alla dieta di Ratisbona nel gennaio 1158, questi ultimi due respinsero le accuse di Stefano e riuscirono a far sì che l'imperatore ritirasse il suo sostegno al pretendente; in seguito, Stefano partì alla volta di Costantinopoli.
Dopo la morte di Géza II, Héder appoggiò il quindicenne Stefano III, che fu incoronato il 31 maggio 1162. Héder fu presto nominato palatino e, a causa della giovane età del re, funse anche da reggente de facto. I due zii di Stefano III, Ladislao e Stefano, che avevano raggiunto e si erano insediati nella corte dell'impero bizantino, contestarono il suo diritto alla corona e l'imperatore bizantino Manuele I Comneno scagliò una spedizione contro l'Ungheria. Temendo un'invasione da parte di Manuele, i nobili ungheresi, tra cui Héder, accettarono di accettare Ladislao come "candidato di compromesso" nel luglio del 1162. Dopo la morte di Ladislao, Stefano III tornò al comando e surclaasò l'esercito dell'altro pretendente Stefano IV. Héder mantenne la carica di palatino fino al 1164, quando fu sostituito dall'esperto comandante militare Ampud.